# Voss (niedersächsische Adelsgeschlechter)

Wappen derer von Voss (Oldenburger Münsterland/Osnabrücker Nordland)

Voss, in frühen Urkunden auch Vos, auf lateinisch Vulpes oder Wlpes genannt, ist der Name mehrerer Niederadeligen Familien aus Nordwest-Deutschland. Drei davon führten einen roten Fuchs in einem goldenen Feld: die Familie Voss aus Vechta, die Familie Voss aus Diepholz und die Familie Voss zu Päpinghausen.
Eine Beziehung zu der mecklenburgischen Familie von Voß (ebenfalls mit dem namensgebenden Fuchs im Wappen) und den  altmärkischen Voss konnte bisher nicht hergestellt werden, aber da im Zuge der Ostkolonisation viele Kolonisten darunter auch der niedere Adel aus Westfalen, Niedersachsen und der Benelux im heutigen Ostdeutschland und Polen einwanderten wäre eine Verwandtschaft nicht undenkbar. Zudem sind Vornamen sowie Johannes, Heinrich und Friedrich sowohl bei den Voss aus Mecklenburg und aus dem Osnabrücker Nordland bei den frühen Generationen vertreten.

## Geschichte der Voss aus dem Oldenburger Münsterland und Osnabrücker Nordland
Diese Familie taucht 1220 mit Johannes Vulpes als Zeuge der Grafen von Ravensberg in Vechta auf. Die Familie war oder wurde ansässig im benachbarten Osnabrücker Nordland. Die meisten Güter befanden sich entlang dem Weg von Quakenbrück nach Bersenbrück. Dort teilte sich die Familie in zwei Linien auf. Die ältere Linie wurde ansässig auf dem Burgmannshof Nr. 5 (Loxterhof) und eine jüngere Linie auf dem Gut Mundelnburg.

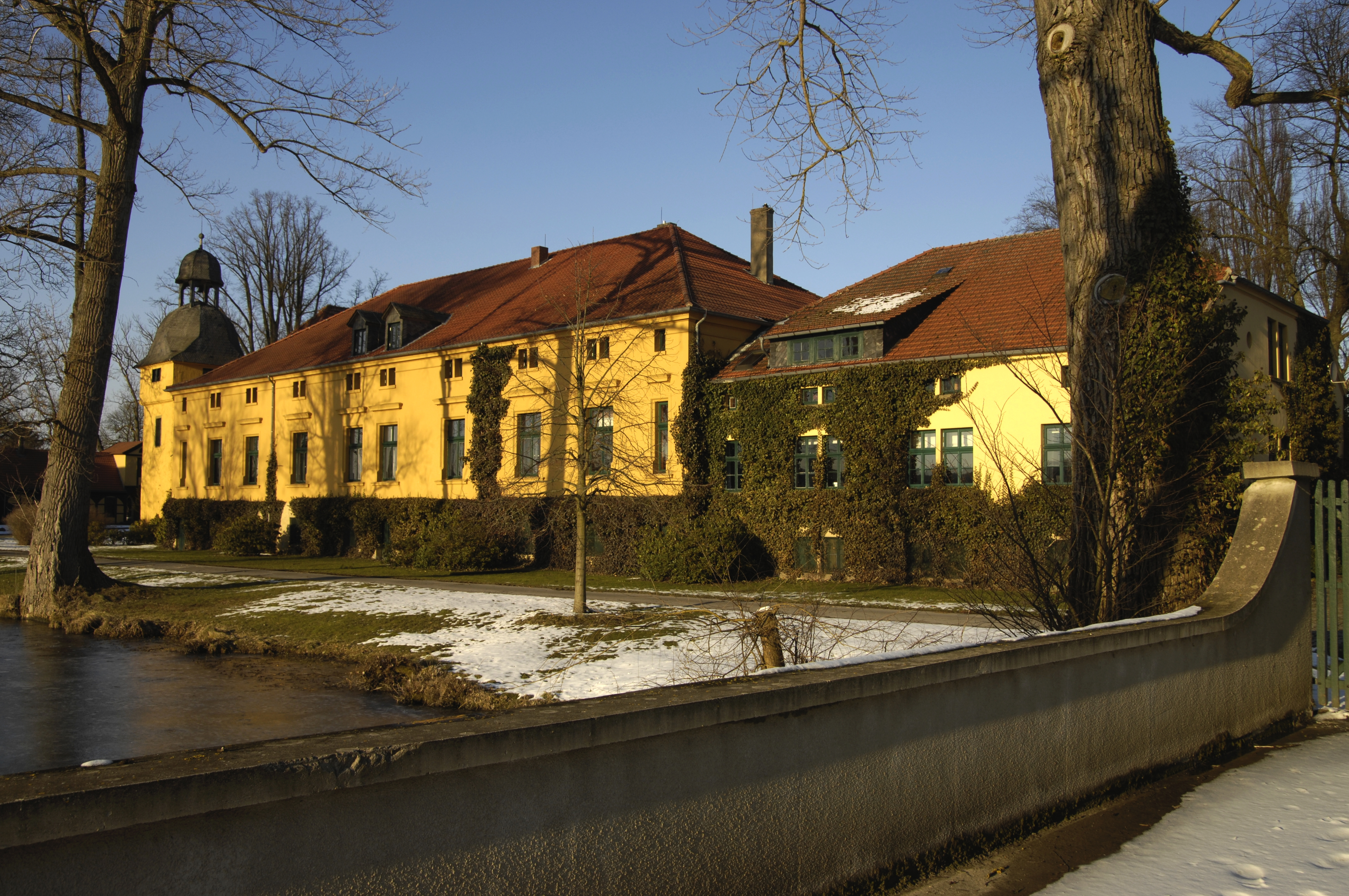
Güt Böckel in Rödinghausen
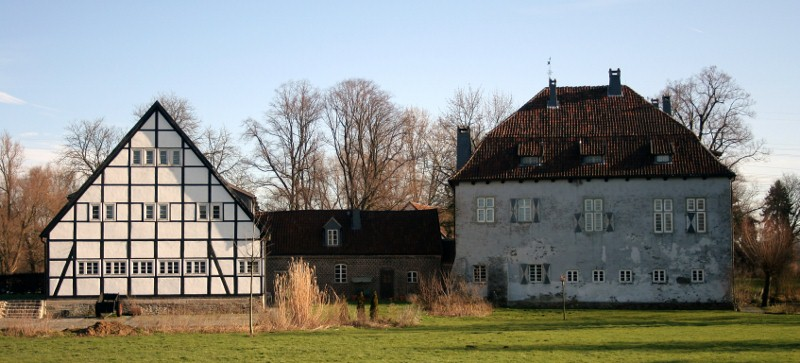
Burg Vellinghausen

Die ältere Linie Voss besaß folgende Güter (× = Gebäude abgerissen): Voss Burgmannshof (Nr. 5) alias „Loxterhof“, Loxterhof 2 in Quakenbrück.(× 1964) In Besitz von 1389 bis 1666. Burgmannshof (Nr. 10), Langestraße 18 in Quakenbrück. In Besitz seit Ende 17. Jh. – 1748. Gut Hamm(×), auch Voßhamm, Vosshagen oder Hammerhof genannt in Nortrup. Seit 1977 ist das Erbwohnhaus eingelagert im Besitz des Museumsdorf Cloppenburg. In Besitz von 1584 bis 1666. Gut Voßdiek, Diek (=Teich), Voßberg oder Vossburg in Langwege(×, 1877). In Besitz von 1519 bis 1677 Hof von Hammerstein zu Loxten (×), Seminarstraße 33, Stadt Osnabrück. In Besitz 1666. Hof v.Voß zu Böckel (×), Hakenstraße 12, Stadt Osnabrück. In Besitz seit Mitte 17. Jh.-1705. Gut Laer bei Melle. In Besitz vor 1649–1666
Gut Böckel oder „Voßböckel“ im Ortsteil Bieren mit Holzgericht Kilvernsche Mark und den Obermeierhof in Schwenningsdorf. In Besitz um 1555 (1540?)-1763. Gut Altenböckel oder „Hakenböckel“ (×) im Ortsteil Bieren, südlich von Gut Böckel. In Besitz um 1662–1763. Gut Hölzernklinke (×), vermutlich an der heutigen Klinkstraße (?) in Bünde. In Besitz von ca. 1650–1711. Gut Groß-Eickel bei Blasheim. In Besitz von 1747 bis 1765 Gut Klein Eickel bei Blasheim. In Besitz von 1747 bis 1765
Burg Vellinghausen in Vellinghausen zwischen Hamm und Soest. In Besitz von 1700 bis 1748 Haus Heidemühle/Hudemühlen (×), in Hamm-Uentrop. In Besitz um 1699–1748.

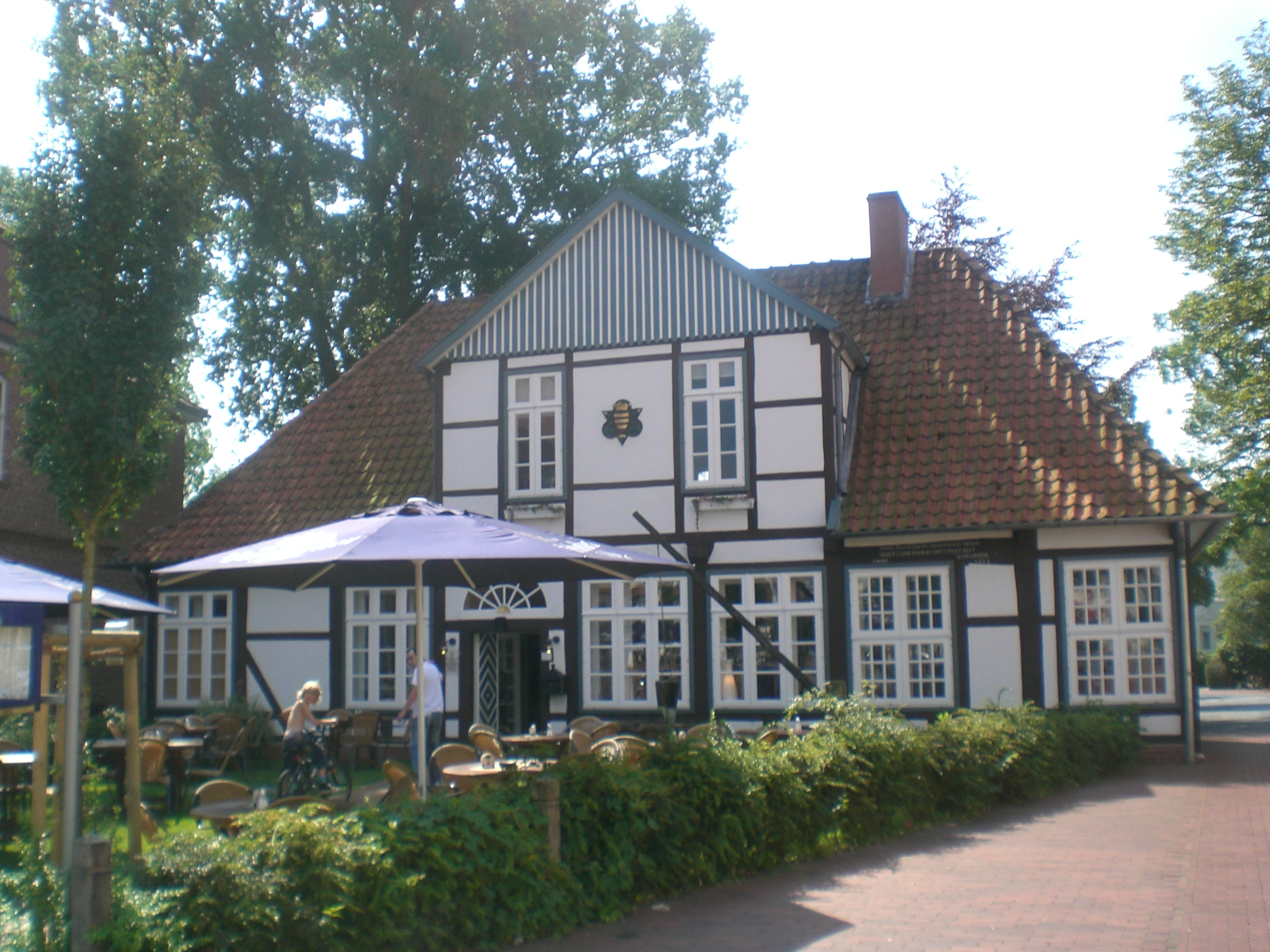
Burgmannshof Vosshagen
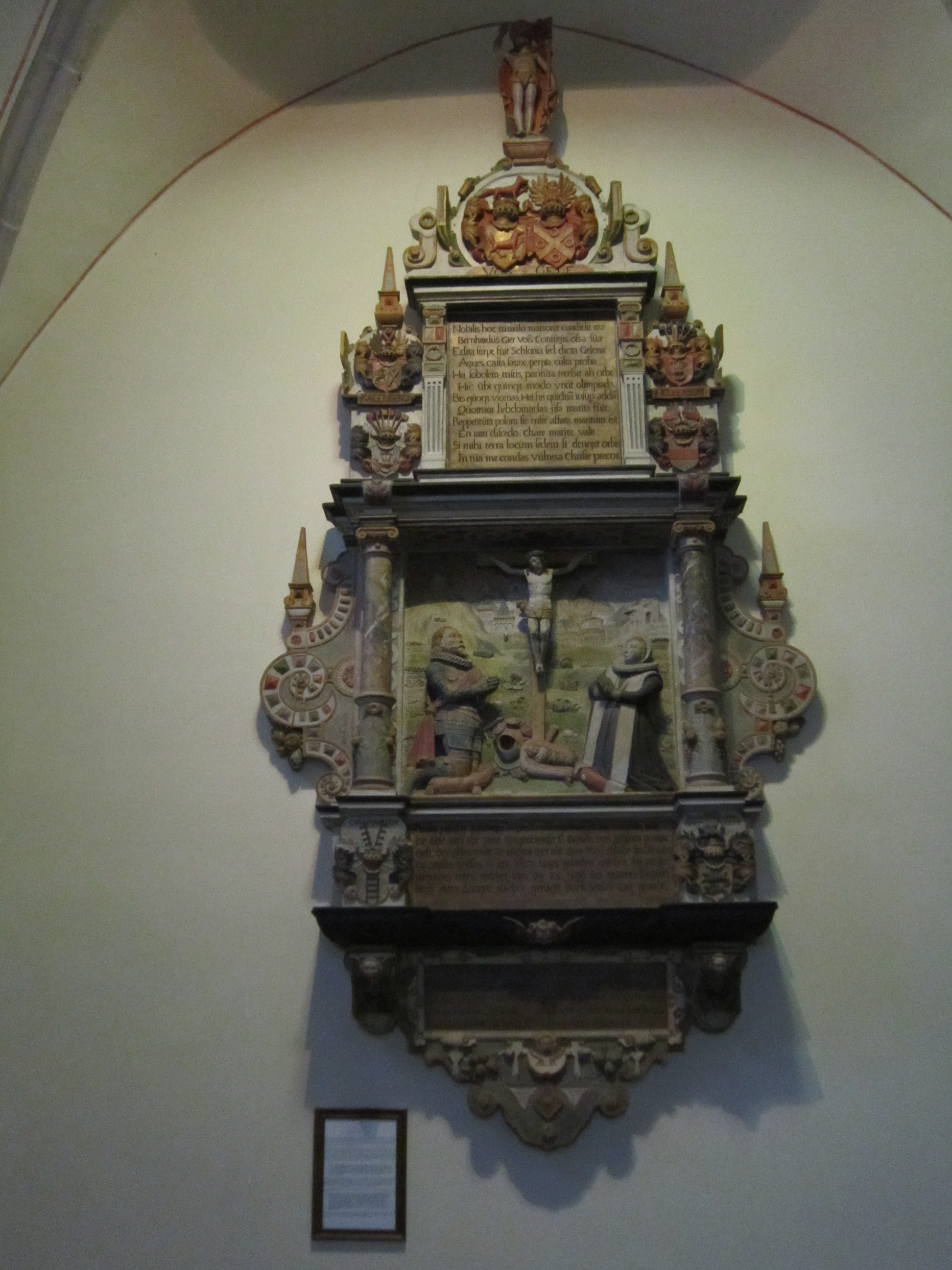
Epitaph des Bernd Gier v Voss zu Bakum und seiner im Kindbett verstorbenen ersten Gattin Agnes von Schloen genannt Gehle

Die jüngere Linie Voss wurde ansässig auf:• Mundelnburg (×) in Borg/Wasserhausen. In Besitz von 1350 bis 1727 Voss Burgmannshof (Nr. 4) „Vosshagen“ oder „Elmendorffhof“, am Markt 6 in Quakenbrück. In Besitz von ca. 1486–1727
Gut Bakum zu Bakum um 1527–1731.(×) Gut Südholz / Sutholt-Tribbe zu Bakum um 1600~1631.(×)
Gut Ertbrügge in Nellinghof (×). In Besitz bis ca. 1440.
Herbordsburg in Dinklage (×). In Besitz von 1641—1663.

### Wappen
Die Voss zu Quakenbrück führten einen schreitenden roten Fuchs in Gold. Dieser wird auf dem Helm wiederholt.

### Namensträger der Voss zu Quakenbrück
- Johann Voß adH Quakenbrück-Mundelnburg (Westfalen; † nach 1609 Komtur Scharfenberg und Griefstedt, Coadjutor der Ballei Hessen)

## Geschichte der Voss zu Böckel
Heinrich von Voss zu Dieck heiratete 1570 die Anna Elisabeth von Quernheim, Erbtochter von Böckel. Die Familie nannte sich von da an Voss zu Böckel (Voßböckel), im Unterschied zu Alten-Böckel (Hakenböckel). Beide Güter grenzten aneinander. Voßböckel gehörte aber zum Kirchspiel Bünde und Hakenböckel zum Kirchspiel Rödinghausen. Um 1650 besitzt Bernhard Balduin von Voss zu Böckel das Gut Hölzernklinke, 1687 gehört es seinem Sohn dem lüneburgischen Präsidenten Heinrich Voss zu Böckel. Dessen Sohn Balduin Friedrich von Voss zu Böckel verkaufte das Gut am 17. April 1711 an Mathias Gerland.
Mit dem braunschweig-lüneburgischen Oberhauptmann Heinrich Viktor von Voss (1708–1748), Erbherr zu Eickel und Böckel, welcher Beata Elisabeth von Korff zu Waghorst die Tochter von Heinrich Victor von Korff zu Waghorst und Gertrud Marie Lucie von Voss zu Böckel heiratete, erlosch die Linie im Mannesstamm, als er 1748 kinderlos starb.
Erbin des Gutes wurde seine Tochter Friederika Elisabeth Henriette von Voss zu Böckel, welche 1763 den Oberschenk Wilhelm Rudolph von Buttlar zu Ellerburg bei Rinteln heiratete. Laut Testament wurde Oberschenk von Buttlar der alleinige Besitzer.

## Geschichte der Voss aus Diepholz

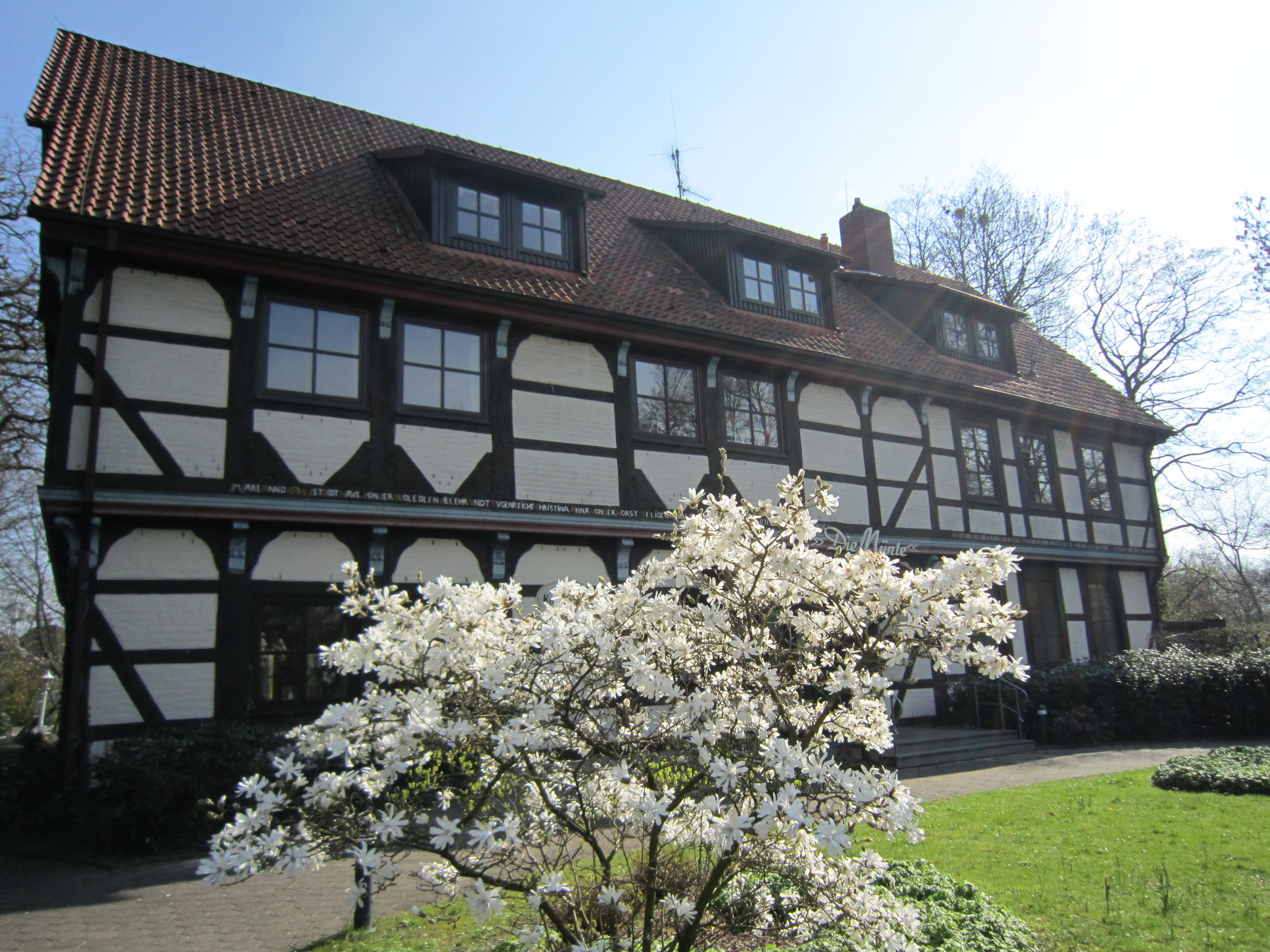
Die Münte in Diepholz

Diese Familie war vom frühen 16. Jahrhundert bis ins späte 19. Jahrhundert in Diepholz auf dem Gut Münte sesshaft. In der Sammlung des Max von Spießen wird der Stammvater der Voss zur Münte, der Landdroste von Oldenburg-Jever und spätere Drost zu Diepholz Cord Voss (vor 1523–1587), mit dem Zweig Mundelnburg verbunden. Neueren Studien zufolge soll dieser aber nicht aus Quakenbrück stammen; auch die Stammfolge in der Buchreihe Adelsproben des Deutschen Ordens nennen die Mundelnburger Linie nicht.

### Wappen

Wappen der Voss zur Münte

Führte wie die Familie Voss aus Quakenbrück einen natürlichen Fuchs in Gold. Allerdings einen springenden Fuchs sowohl auf dem Helm als im Schild. Schildträger und Motto sind vermutlich erst im 19. Jahrhundert im Wappen aufgenommen worden.

### Namensträger der Voss zur Münte
- Curt Andreas Adolph von Voss (* 15. April 1788 in Diepholz; † 14. Oktober 1858 auf Gut Münte in Diepholz) war ein deutscher Landrat, Verwaltungsjurist und Politiker im Königreich Hannover.

## Geschichte der Voss zu Päpinghausen
Die Voss zu Päpinghausen aus dem Raum Minden treten von der ersten Hälfte des 13. Jahrhunderts bis ins frühe 14. Jahrhundert in Mindener Urkunden auf. Danach verliert sich deren Spur und scheint die Familie in der männlichen Linie ausgestorben zu sein. Diese Familie führte im Schilde einen aufrechten Fuchs mit herabhängenden Schwanz.

### Voss – Oldenburger Münsterland und Osnabrücker Nordland
- F. J. Brand: Paderbornscher Rittersaal, Cod. 83, Kolorierte Wappenzeichnungen, 19. Jahrhundert, Cod. 83. Paderborn. Tafel 32 (altertumsverein-paderborn.org).
- Rudolf vom Bruch: Die Rittersitze des Fürstentums Osnabrück. F. Schöningh, Osnabrück 1930. Nachdrucke: Wenner, Osnabrück 1965 (ds.ub.uni-bielefeld.de), Wenner, Osnabrück 1982; Wenner, Osnabrück 2004, ISBN 3-87898-384-0.
- C. Deuper: 3.1.1. Epitaph Balduin Voß. In: Zeugnisse frühneuzeitlicher Kirchengeschichte im Osnabrücker Dom St. Petrus und in der Marktkirche St. Marien. GRIN Verlag, Ravensburg/München 2007, ISBN 3-638-84957-0 / ISBN 978-3-638-84957-9, S. 8–11, 40 (books.google.de).
- W. Dobelmann: Voßhamm, ein untergegangener Adelssitz in Nortrup. In: Heimatjahrbuch Osnabrücker Land.Osnabrück 1980, S. 74–77.
- H. A. Erhard: CCCLXII. Schenkung an Kloster Gehrden. In: Regesta Historiae Westfaliae. Accedit Codex Diplomaticus. Erster Band. Von den ältesten geschichtlichen Nachrichten bis zum Jahre 1125. F. Regensberg, Münster 1847, S. 120 (Textarchiv – Internet Archive)
- A. Fahne „von Roland“: Voß. In: Geschichte von hundert Rheinischen, Westphälischen, Niederländischen und anderen hervorragenden Geschlechtern. Ergänzungs-Band zu meinen Werken über die Cölnischen, Bergischen, Jülichschen, Clevischen, Mörsischen und Westphälischen Geschlechter. I. Band. 2. Abtheilung der Geschichte der Herren und Freiherren von Hövel. Mit mehr als 350 Stamm- und Ahnen – Tafeln und fast 300 Wappen, Siegeln und Grabdenkmalen. I.M. Heberle (H. Lempertz), Köln/Düsseldorf 1860, S. 177, 179–182 (gdz.sub.uni-goettingen.de).
- H. Hartong, K. Mönkediek: 1981. Vier Adelsfamilien aus Dinklage – 3. Voss. In: Dinklage: 1231–1981, Ortschronik (Memento vom 20. August 2011 im Internet Archive). Gemeinde Dinklage, 1981, S. 429–434.
- C. Heitmann: Die Familie von Voss auf Gut Diek (Dinklage). In: Jahrbuch für das Oldenburger Münsterland. Heinrich Ottenjahn, Vechta 1980, S. 96–109 (digital.lb-oldenburg.de).
- O. zu Hoene: Das ehemalige Gut Voßdiek, der Baron von Hammerstein und der Schulte zu Langwege. In: Heimatblätter der Oldenburgischen Volkszeitung. 11. Dezember 1999 – Beiträge zu Nr. 290-Nr. 6/78 Jahrgang. O.V., Vechta 1999, S. 50–52.
- H. Holthusen: Bemerkungen zur Genealogie der Voß im Niederstift Münster und im Osnabrückischen unter Berücksichtigung ihrer nichtadeligen Sprosse (!) in Osnabrück und Umgebung. Maschinenschriftliches Manuscript, Hamburg 1965. Drei Teile (StAOs Erw A24).
- K. A. v. d. Horst: Die Rittersitze der Grafschaft Ravensberg und des Fürstentums Minden. H. Th. Wenner, Osnabrück 1894 (wiki.genealogy.net).
- K. A. v. d. Horst: Die Rittersitze der Grafschaft Ravensberg und des Fürstentums Minden – Nachtrag. Sonderdruck aus der ViertelJahrschrift für Wappen-, Siegel- und Familienkunde. 27. Jahrgang. Heft 1. H. Th. Wenner, Osnabrück 1898.
- W. v. Hueck: Voss. In: Adelslexikon der Stiftung Deutsches Adelsarchiv, Band XV, Genealogisches Handbuch des Adels, Bd. 134 der Gesamtreihe. C.A. Starke Verlag, Limburg a.d. Lahn 2004, S. 316–322.
- C. H. Nieberding: Geschichte des ehemaligen Niederstifts Münster und der angränzenden Grafschaften Diepholz, Wildeshausen …: Ein Beitrag zur Geschichte und Verfassung Westphalens. Zweiter Band. Nieberding, Lohne / C. H. Fauvel, Vechta 1841, S. 367 (books.google.com).
- M. v. Spießen: Voß I, II, III & IV. In: Wappenbuch des Westfälischen Adels. Mit Zeichnungen von M. Hildebrandt. Erster Band. C.A. Starke Verlag, Görlitz 1901–1903, S. 55 (wiki.genealogy.net).
- H. F. G. J. Sudendorf: Beiträge zur Geschichte des Landes Osnabrück, bis zum Jahre 1400: Mit Urkunden. Kissling, Osnabrück 1840, S. 10, 30–31, 41–42, 84, 129, 184 usw. (books.google.com).

### Voss-Diepholz
- L. Nedopil: Deutsche Adelsproben aus dem Deutschen Ordens-Central-Archive. Band 2 Supplement. Selbstverlag des Deutschen Ritter-Ordens / W. Braumüller, Wien 1868, Nr. 7355, S. 460.

### Voss-Böckel
- Hildebrandt: Vierteljahrsschrift für Heraldik, Sphragistik und Genealogie. Band 35. Heymann, Berlin 1907 (Volltext in der Google-Buchsuche).